# آراگون

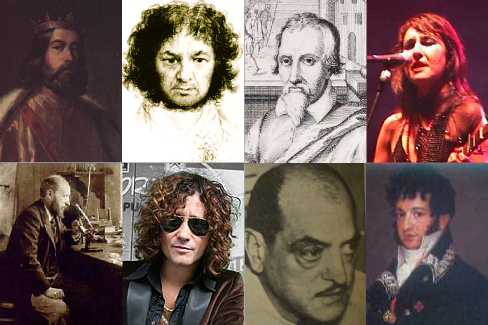
مشاهیر آراگون‌ها

آراگون یکی از ۱۷ بخش خودمختار اسپانیا است. پایتخت آن ساراگُسا است. اهالی آراگون به زبان آراگونی تکلم می‌کنند.

## تقسیمات
این بخش از سه استان تشکیل شده‌است که عبارتند از:
- استان ساراگوسا
- استان هوئسکا
- استان تروئل